# Giancarlo Marocchi
Giancarlo Marocchi (* 4. Juli 1965 in Imola (BO), Italien) ist ein ehemaliger italienischer Fußballspieler.
Während seiner aktiven Laufbahn war er Mittelfeldspieler und gewann mit Juventus Turin u. a. die UEFA Champions League.

## Karriere

### Im Verein
Giancarlo Marocchi begann seine Karriere beim Verein seiner Heimatstadt, dem FC Bologna, für den er in der Saison 1982/83 mit 17 Jahren sein Debüt in der Serie B feierte. Nach dem Abstieg der Rossoblu in die Serie C1 wurde er Stammspieler und führte das Team wieder in die zweithöchste italienische Spielklasse. In der Folgezeit entwickelte er sich zum echten Führungsspieler im Mittelfeld des FC Bologna. 
In der Saison 1987/88 war Marocchi eine der Tragenden Säulen der Mannschaft, die den Aufstieg in die Serie A schaffte und empfahl sich so für einen Platz in einem der Großklubs. Zur Saison 1988/89 wechselte er zum Rekordmeister Juventus Turin, wo er unter Trainer Dino Zoff sofort zum Stammspieler wurde und kein einziges Meisterschaftsspiel in seiner ersten Serie-A-Spielzeit verpasste.
Bei Juve gewann Giancarlo Marocchi in den folgenden Jahren unter Giovanni Trapattoni und später unter Marcello Lippi eine italienische Meisterschaft, einmal die Coppa Italia, zweimal den UEFA-Pokal und 1995/96 die Champions League. Für Juventus bestritt er insgesamt 319 Partien und erzielte dabei 25 Treffer.
Im Sommer 1996 wechselte Giancarlo Marocchi zurück zum FC Bologna, wo er noch vier Jahre lang spielte und wiederum sehr ansprechende Leistungen zeigte. Nach der Saison 1999/2000 beendete Marocchi im Alter von 35 Jahren seine aktive Karriere. In 18 Spielzeiten als Profi absolvierte Marocchi insgesamt 500 Ligaspiele und erzielte dabei 33 Tore.

### In der Nationalmannschaft
In der Nationalmannschaft debütierte Marocchi am 22. Dezember 1988 unter Azeglio Vicini. Beim 2:0 der Italiener gegen Schottland stand er bei seinem ersten Länderspiel gleich in der Anfangsformation.
Zwischen 1988 und 1991 absolvierte Giancarlo Marocchi insgesamt elf Partien für Italien. Bei der Weltmeisterschaft 1990 im eigenen Land stand er ebenfalls im Kader der Italiener, die den dritten Platz belegten, ohne jedoch dabei ein Spiel zu absolvieren.
Nachdem die Squadra Azzurra jedoch die Qualifikation zur Europameisterschaft 1992 in Schweden verpasst hatte und Vicini zurückgetreten war, wurde Marocchi von dessen Nachfolger Arrigo Sacchi nur noch einmal nominiert. Sein letztes Länderspiel bestritt er am 13. Februar 1991 beim 0:0 gegen Belgien.

## Erfolge
- Italienische Meisterschaft: 1994/95
- Champions League: 1995/96
- UEFA-Pokal: 1989/90, 1992/93
- Coppa Italia: 1994/95
- Italienischer Supercup: 1995